# Ricardo Ruiz (cantor)
Ricardo Víctor Ruiz (Palermo Viejo, Buenos Aires, Argentina; 28 de julio de 1914 - Ib; Belgrano;  20 de abril de 1976) fue una famoso cantor nacional argentino de notoria trayectoria.

## Carrera
Hijo de Ricardo Ruiz García y Bernarda Pizarro, pasó su niñez en la calle Guatemala, en el barrio de Palermo Viejo.
Se inició profesionalmente como cantor de radio en el famoso programa Chispazos de Tradición, que dirigía Andrés González Pulido, donde actuaba y cantaba. Después con la compañía de Arsenio Mármol, en el programa Estampas porteñas en 1934. Luego trabajo en la Embajada del Tango, junto a Carlos Dante, Mario Bustos, Jorge Váldez y Alberto Moran.
Formó parte de la Orquesta de Osvaldo Fresedo, en reemplazo de Roberto Ray. En 1939 junto a Ray y a Carlos Mayel, se convierten en sus cantores exclusivos de la Nueva Orquesta Típica Argentina. Con Fresedo interpretó el popular tango Cuartito azul, estuvo casi tres años junto a él, grabó 28 temas más. En 1942, se desvinculó de la orquesta, junto a la mayor parte de los músicos.
En la década de 1940 se incorpora a la orquesta de Gabriel Clausi, que lo llevó a Santiago de Chile, viajando también el cantor Héctor Insúa.
En 1947 integró la Orquesta Típica de José Basso, siendo posteriormente reemplazado por Oscar Ferrari con quien haría un notable dúo con Francisco Fiorentino. Sus compañeros fueron Julio Ahumada, Eduardo Rovira, Mauricio Misé, Rafael del Bagno y Ortega del Cerro. En 1949 graba unos tangos para el sello Odeón.
Tuvo un paso rápido por la orquesta de Ángel D'Agostino en 1953.
En la década de 1950 hizo presentaciones en antiguos cines, boutes y bares porteños. Entre 1959 y 1962 trabaja en la primera orquesta de Atilio Stampone. Al año siguiente vuelve con Clausi y hace tres temas para el sello Chopin, propiedad del bandoneonista. 
También hizo un tema con la orquesta del maestro Argentino Galván, su antiguo éxito Vida querida.
Falleció el martes 20 de abril de 1976 en el barrio porteño de Belgrano, a los 61 años de edad.

## Temas interpretados
- Canto Siboney.
- Vida querida, de Lalo Scalise y letra de Juan Carlos Thorry.
- Rosarina linda, de Osvaldo y Emilio Fresedo.
- Música en tu corazón
- Despacio buey
- Ay Aurora
- Como tú
- Perdón Viejita
- Vida mía
- Y la perdí
- Barrio reo
- Castillo azul
- Sentimiento gaucho
- Dos que se aman
- Cascabelito
- Claveles blancos
- Buscándote.

## Teatro
- 1935: Rascacielos con la Orquesta de Francisco Canaro.